# Encholirium scrutor
Encholirium scrutor là một loài thực vật có hoa trong họ Bromeliaceae. Loài này được (L.B.Sm.) Rauh mô tả khoa học đầu tiên năm 1987.